# Забычанский сельсовет (Костюковичский район)
Забычанский сельсовет — административная единица на территории Костюковичского района Могилёвской области Белоруссии.

## Территория и население
Территория Забычанского сельского Совета расположена северо-западнее города Костюковичи, занимает площадь 140 км2. Административным центром сельсовета является деревня Забычанье, расстояние от которой до города Костюковичи — 20 км. По территории сельсовета протекают реки Жадунька и Крупня, проходит автодорога Костюковичи — Чериков.

## Сельское хозяйство и промышленность
На территории сельсовета действуют:
- Сельскохозяйственное предприятие СП «Цемагро» ПРУП «Белорусский цементный завод»
- Фермерское хозяйство Щербакова С. В. в деревне Крупня

## Образование и культура
Образование на территории сельсовета представлено двумя учреждениями образования:
- УО "Забычанский УПК «Детский сад-средняя общеобразовательная школа» — в деревне Забычанье
- УО "Муринборский УПК «Детский сад-общеобразовательная школа»

Культурное обслуживание населения осуществляют: Забычанский сельский Дом культуры, Низьковский сельский клуб, Муринборский сельский клуб, Забычанская и Низьковская сельские библиотеки.

## Памятные места
На территории сельсовета установлено 9 памятников и обелисков воинам, погибшим в годы Великой Отечественной войны 1941—1945 годов.

## Здравоохранение
Медицинское обслуживание осуществляется Забычанской сельской участковой амбулаторией и фельдшерско-аккушерским пунктом в деревне Мурин Бор. В сельской участковой амбулатории работает стоматологический кабинет. Забычанская сельская участковая амбулатория обслуживает население проживающее на территории сельсовета.

## Сфера услуг
Торговое обслуживание населения сельского Совета обеспечивается магазинами Костюковичского РАЙПО в деревнях Негино, Забычанье, Мурин Бор, Низьки. В остальные населенные пункты: деревни Василевка, Голочевка, Норкино, Красная Слобода, Красный Курган, Крупня, Подгородок — организован заезд автолавки.
На территории сельсовета работают отделения связи в деревнях Забычанье, Низьки, Негино, а также филиал АСБ «Беларусбанк» в Забычанье.
Телефонная связь поддерживается с использованием 2 сельских автоматических телефонных станций Костюковичского РУЭС - общей мощностью на 252 абонента.

## Жилищная сфера
Жители населенных пунктов сельсовета обеспечиваются сжиженным газом в баллонах путём централизованного завоза. Территория сельсовета насчитывает 45 шахтных колодцев для питьевой воды.
В 70 домах и квартирах деревень Забычанье, Низьки, Мурин Бор имеется водопровод и канализация. На улицах в деревнях Забычанье, Низьки, Мурин Бор, Норкино, Негино, Крупня действуют 60 водоразборных колонок для питьевой воды.
На территории сельсовета расположены три мини-полигона и четыре площадки для временного складирования твердых бытовых отходов.

## Состав
Забычанский сельсовет включает 11 населённых пунктов:
- Василёвка — деревня.
- Голочёвка — деревня.
- Забычанье — деревня.
- Красная Слобода — деревня.
- Красный Курган — посёлок.
- Крупня — деревня.
- Мурин Бор — деревня.
- Негино — деревня.
- Низьки — деревня.
- Норкино — деревня.
- Подгородок — деревня.

Упразднённые населённые пункты на территории сельсовета:
- Высокое
- Россоховичи
- Хорошовка